# Ansauville
Ne doit pas être confondu avec Ansauvillers.
Ansauville est une commune française située dans le département de Meurthe-et-Moselle en région Grand Est.
Ce village de l’ancien duché de Bar, situé sur le ruisseau d’Esch, est situé à l’entrée de la forêt de la Reine. Le village compte 84 habitants en 2016 ; seulement 4 exploitations agricoles subsistent en 2012, alors qu’il était totalement rural 30 ans en arrière. Des constructions neuves et des rénovations ont permis l’implantation de familles avec de jeunes enfants et de retraités. Le village est verdoyant avec pelouses et plantations au bord du ruisseau. La restauration de l’Esch est en cours en 2012. La commune de Bernécourt abrite l'école maternelle et la gendarmerie dont dépend Ansauville. Dans la commune de Mandres-aux-Quatre-Tours se trouve l'école primaire.

## Géographie

(Fig. 1) - Ansauville - (ban communal).

Le bourg, d'aspect ramassé comme un village-tas, est arrosé par de nombreux cours d'eau : le ruisseau d'Esch(e) (3,65 km), le ruisseau de Berupt (0,092 km), le ruisseau de l’Étang de la Grande Naue (0,514 km), le ruisseau de l’Étang Fion (0,273 km) et le ruisseau du Pré Saint-Martin (0,045 km)
Comme d'autres communes dans la région touloise, Ansauville a donc été le lieu de productions manufacturées à base d'argile étant donné la disponibilité de l'eau et surtout de matière première : l'argile de la Woëvre. Une tuilerie a fonctionné sur ce territoire.
D’après les données Corine land Cover, le ban communal de 694 hectares comprend en 2011, plus de 64 % de terres arables et de prairies, 35 % de forêt et seulement moins de  1 % de zones urbanisées. (Fig1 ban communal)

### Localisation
Le village est situé au nord-est de la forêt de la Reine et fait partie du parc naturel régional de Lorraine.
|            |            | Grosrouvres |
| Hamonville | Ansauville | Minorville  |
|            | Royaumeix  |             |

### Hydrographie

#### Réseau hydrographique
La commune est dans le bassin versant du Rhin au sein du bassin Rhin-Meuse. Elle est drainée par le ruisseau de Berupt, le ruisseau de l'Étang de la Grande Naue, le ruisseau de l'Étang Fion, le ruisseau d'Esche et le ruisseau du Pre St-Martin,.

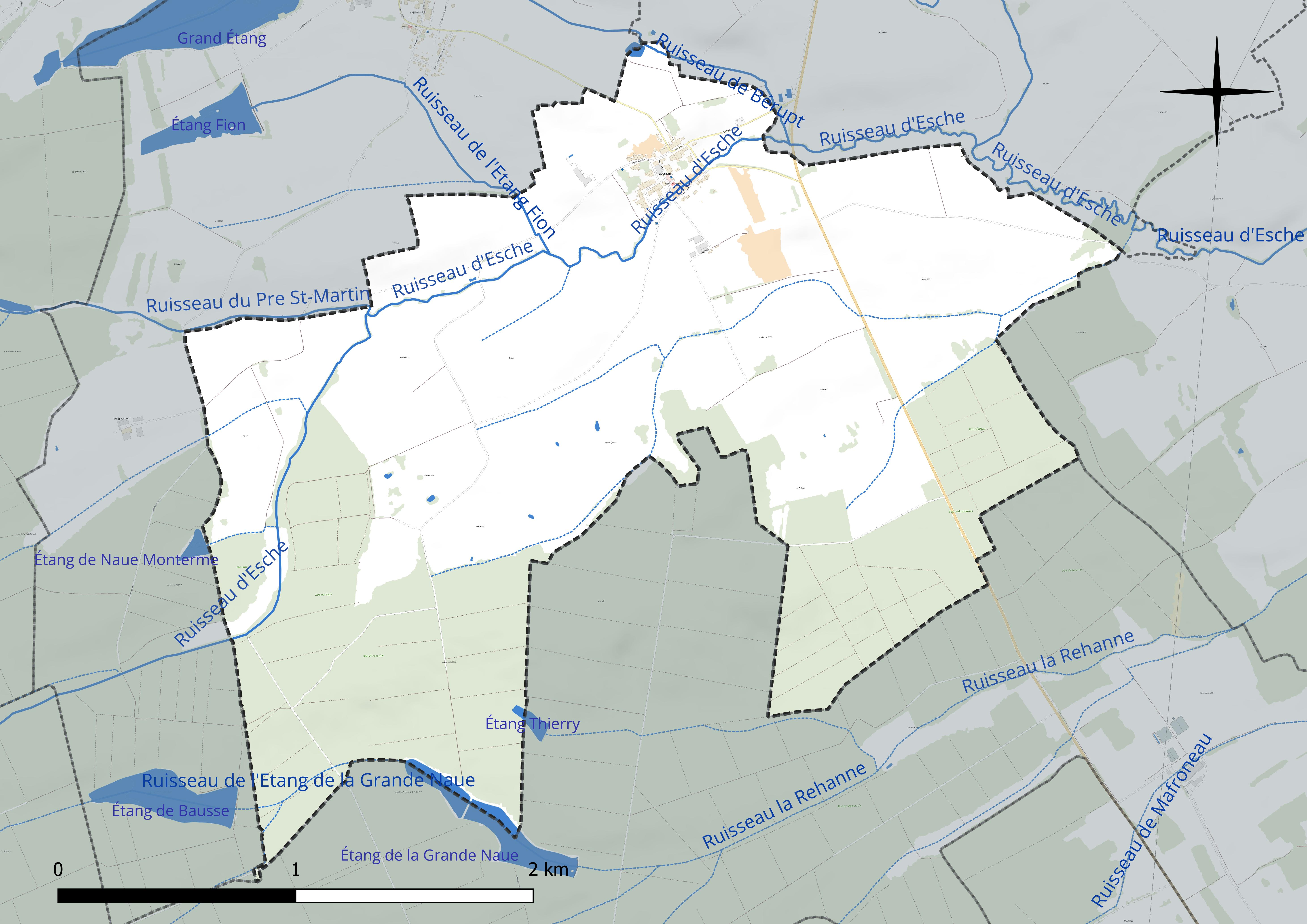
Réseau hydrographique d'Ansauville.

Deux plans d'eau complètent le réseau hydrographique : l'étang de la Grande Naue, d'une superficie totale de 5,2 ha (0,9 ha sur la commune) et l'étang Thierry, d'une superficie totale de 0,9 ha (0,2 ha sur la commune),.

#### Gestion et qualité des eaux
Le territoire communal est couvert par le schéma d'aménagement et de gestion des eaux (SAGE) « Rupt de Mad, Esch, Trey ». Ce document de planification concerne les bassins versants du Rupt de Mad, de l’Esch et du Trey. Le périmètre a été arrêté le 2 juin 2014, la commission locale de l'eau (CLE) a été créée le 20 juin 2017, puis modifiée le 26 mars 20210. La structure porteuse de l'élaboration et de la mise en œuvre est le Parc naturel régional de Lorraine.
La qualité des cours d’eau peut être consultée sur un site dédié géré par les agences de l’eau et l’Agence française pour la biodiversité.

### Climat
Pour des articles plus généraux, voir Climat du Grand Est et Climat de Meurthe-et-Moselle.
En 2010, le climat de la commune est de type climat des marges montargnardes, selon une étude du Centre national de la recherche scientifique s'appuyant sur une série de données couvrant la période 1971-2000. En 2020, Météo-France publie une typologie des climats de la France métropolitaine dans laquelle la commune est exposée à un climat océanique altéré et est dans la région climatique Lorraine, plateau de Langres, Morvan, caractérisée par un hiver rude (1,5 °C), des vents modérés et des brouillards fréquents en automne et hiver.
Pour la période 1971-2000, la température annuelle moyenne est de 9,6 °C, avec une amplitude thermique annuelle de 16,7 °C. Le cumul annuel moyen de précipitations est de 835 mm, avec 11,9 jours de précipitations en janvier et 9 jours en juillet. Pour la période 1991-2020, la température moyenne annuelle observée sur la station météorologique de Météo-France la plus proche, « Nonsard », sur la commune de Nonsard-Lamarche à 13 km à vol d'oiseau, est de 10,7 °C et le cumul annuel moyen de précipitations est de 690,8 mm. 
La température maximale relevée sur cette station est de 40,1 °C, atteinte le 25 juillet 2019 ; la température minimale est de −17 °C, atteinte le 1er mars 2005,,.
Les paramètres climatiques de la commune ont été estimés pour le milieu du siècle (2041-2070) selon différents scénarios d'émission de gaz à effet de serre à partir des nouvelles projections climatiques de référence DRIAS-2020. Ils sont consultables sur un site dédié publié par Météo-France en novembre 2022.

## Urbanisme

### Typologie
Au 1er janvier 2024, Ansauville est catégorisée commune rurale à habitat dispersé, selon la nouvelle grille communale de densité à sept niveaux définie par l'Insee en 2022.
Elle est située hors unité urbaine. Par ailleurs la commune fait partie de l'aire d'attraction de Nancy, dont elle est une commune de la couronne,. Cette aire, qui regroupe 353 communes, est catégorisée dans les aires de 200 000 à moins de 700 000 habitants,.

### Occupation des sols
L'occupation des sols de la commune, telle qu'elle ressort de la base de données européenne d’occupation biophysique des sols Corine Land Cover (CLC), est marquée par l'importance des territoires agricoles (64,8 % en 2018), en augmentation par rapport à 1990 (63,8 %). La répartition détaillée en 2018 est la suivante : prairies (38,2 %), forêts (35,2 %), terres arables (26,6 %). L'évolution de l’occupation des sols de la commune et de ses infrastructures peut être observée sur les différentes représentations cartographiques du territoire : la carte de Cassini (XVIIIe siècle), la carte d'état-major (1820-1866) et les cartes ou photos aériennes de l'IGN pour la période actuelle (1950 à aujourd'hui).

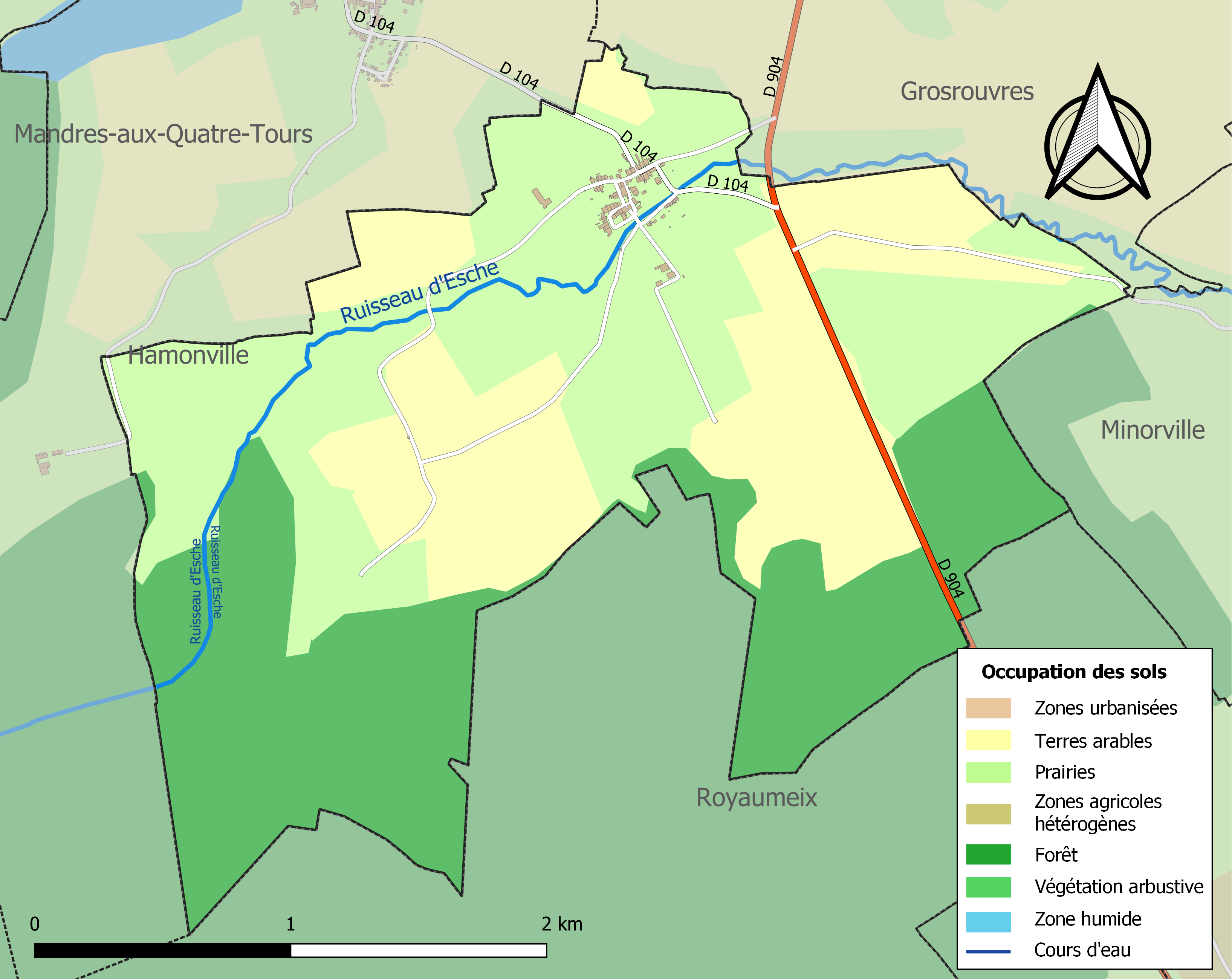
Carte des infrastructures et de l'occupation des sols de la commune en 2018 (CLC).

## Toponymie
Ansoldi-villa (1078-1093) ; Via de Bouc ad Ansulivillam (1152) ; Terra Sancti Vedasti in parochia de Ansauville (1218) ; Aussainville (1387) ; Ansaville (1473) ; Ansavilles (1518) ; Ansaulaville (1584) et Ansouville (1719), sont les graphies rencontrées dans le Dictionnaire topographique du département de la Meurthe.
Le toponyme est formé de l'anthroponyme germanique Ansoald et du substantif latin villa, grand domaine latifundiaire, formation typique du Haut Moyen Âge. Il apparaît sous la forme Ansoldivillam au XIe siècle.

## Histoire

### Préhistoire et antiquité
Bien que le village apparaisse de fondation récente, les annales archéologiques signalent la découverte d'indices d'occupations probablement antérieures au Moyen Âge ou sur les restes d'une occupation gallo-romaine :
« A quelque distance du village, on a découvert des sépultures avec armes, et dans les lieux dits la Pièce-l'Hermitte, les Noires-Terres et le Colombier, on trouve des vestiges de construction présentant des tuileaux épais et à rebords. »

### Moyen Âge
Ansauville est un village dit d’assises. Les assises étant des rentes seigneuriales dues par une communauté à son seigneur. Elles consistaient en une redevance en argent sur chaque bête à cornes, brebis ou cheval. Ces rentes étant fort communes dans le pays toulois, se payaient tous les ans, le jour de la tenue des assises.

Les chroniques historiques rappellent que 
«Ansauville est déjà mentionné au XIe siècle.Le chemin de Boucq est ainsi signalé en 1152 : " Via de Bouc ad Ansuli villam ". Deux maisons, au village, dans la rue de la Fontaine, accusent le XVe siècle et le XVIe siècle. Le canton du territoire dit le Breuil des Hospitaliers, appartenait à la commanderie de Libdeau.»

### Epoque moderne
L'église dont le chevet est un hémicycle de l’époque romane de transition avec baies hautes et étroites, terminées en plein cintre. Sous le pavé, vers le milieu de la nef, existe un puits prouvant que l’église ancienne était utilisée comme refuge par les habitants lors des guerres.
En 1876, cette église a été reconstruite. Ce projet réalise un retournement de l’axe principal de 90° de façon à la placer dans la direction actuelle.
En 1899 : construction d’un presbytère et d’un logement pour l’instituteur.
En 1889 : établissement d’un cimetière.
En 1887 : construction d’un petit égout.
Le village a souffert de bombardements lors de la Première Guerre mondiale[réf. nécessaire].
De nombreuses transformations ont eu lieu, notamment dans la rue de Charpagne. Ci-dessous une photo de la rue de "Neuve-Charpagne", dénommée de nos jours par la rue de "Charpagne" simplement.

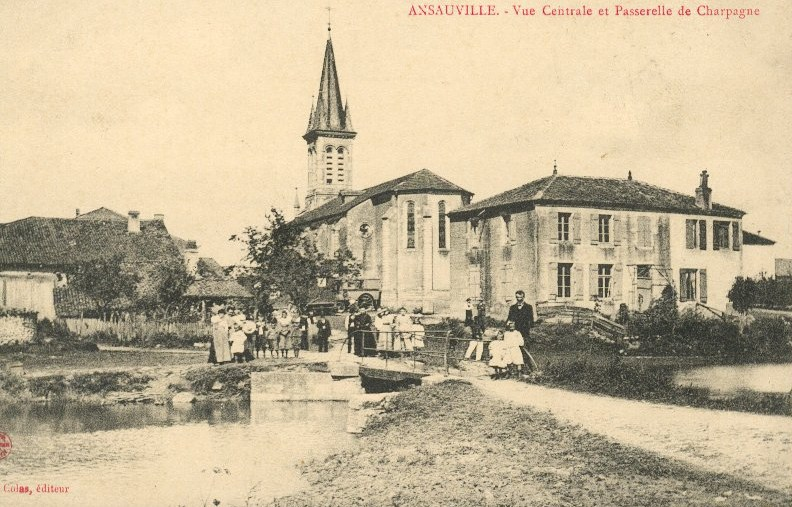
Vue centrale et passerelle de Charpagne.
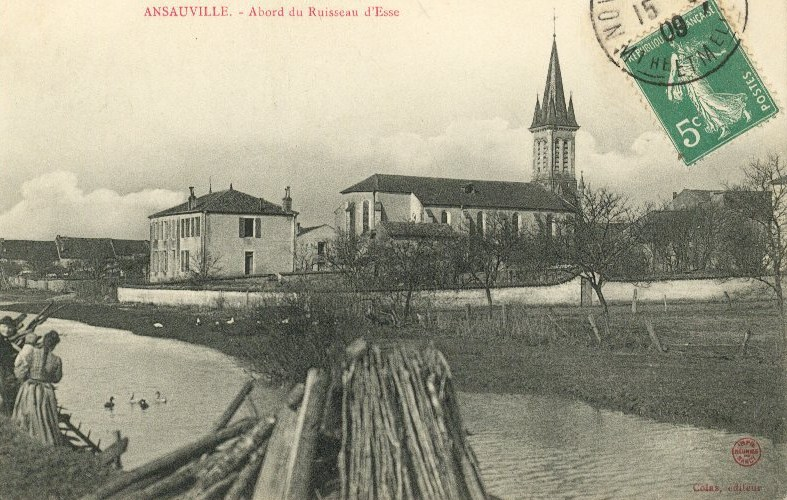
Abord du ruisseau de l'Esch.
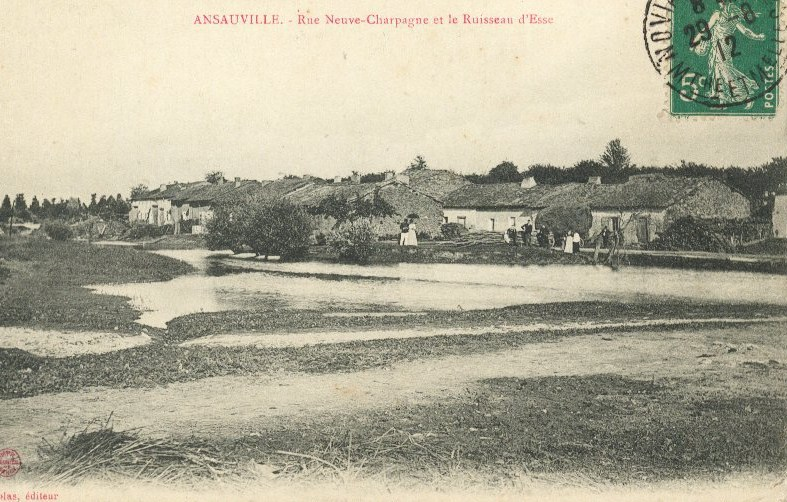
Rue Neuve-Charpagne et abord du ruisseau d'Esch.

## Politique et administration
| Période                                  | Période  | Identité                                       | Étiquette | Qualité      |
| ---------------------------------------- | -------- | ---------------------------------------------- | --------- | ------------ |
| Les données manquantes sont à compléter. |          |                                                |           |              |
| 2001                                     | 2008     | Gérard André                                   |           |              |
| 2008                                     | 2014     | Régis Pionner                                  |           |              |
| avril 2014                               | En cours | Thierry Collet, Réélu pour le mandat 2020-2026 |           | Ancien cadre |

## Population et société

### Démographie
L'évolution du nombre d'habitants est connue à travers les recensements de la population effectués dans la commune depuis 1793. Pour les communes de moins de 10 000 habitants, une enquête de recensement portant sur toute la population est réalisée tous les cinq ans, les populations de référence des années intermédiaires étant quant à elles estimées par interpolation ou extrapolation. Pour la commune, le premier recensement exhaustif entrant dans le cadre du nouveau dispositif a été réalisé en 2006.

En 2022, la commune comptait 76 habitants, en évolution de −9,52 % par rapport à 2016 (Meurthe-et-Moselle : −0,13 %, France hors Mayotte : +2,11 %).
| 1793 | 1800 | 1806 | 1821 | 1831 | 1836 | 1841 | 1846 | 1851 |
| ---- | ---- | ---- | ---- | ---- | ---- | ---- | ---- | ---- |
| 236  | 305  | 328  | 340  | 357  | 358  | 348  | 349  | 347  |

| 1856 | 1861 | 1872 | 1876 | 1881 | 1886 | 1891 | 1896 | 1901 |
| ---- | ---- | ---- | ---- | ---- | ---- | ---- | ---- | ---- |
| 333  | 339  | 288  | 272  | 270  | 261  | 241  | 217  | 214  |

| 1906 | 1911 | 1921 | 1926 | 1931 | 1936 | 1946 | 1954 | 1962 |
| ---- | ---- | ---- | ---- | ---- | ---- | ---- | ---- | ---- |
| 210  | 182  | 117  | 108  | 89   | 106  | 87   | 80   | 69   |

| 1968 | 1975 | 1982 | 1990 | 1999 | 2006 | 2011 | 2016 | 2021 |
| ---- | ---- | ---- | ---- | ---- | ---- | ---- | ---- | ---- |
| 78   | 74   | 74   | 77   | 79   | 85   | 85   | 84   | 77   |

| 2022 | - | - | - | - | - | - | - | - |
| ---- | - | - | - | - | - | - | - | - |
| 76   | - | - | - | - | - | - | - | - |

## Économie
L'abbé Grosse indique dans son dictionnaire statistique pour cette commune vers 1836 :
"Surface territ. 492 hect., ainsi partagés : 294 en terres labour., 118 en bois et 80 en prés."
Indiquant les traditions agricoles du village. Jusqu’en 1930, l’artisanat était l’activité principale : charrons, tonneliers, charpentiers, menuisiers, maréchal ferrant se côtoyaient.

## Culture locale et patrimoine

### Lieux et monuments
- Vestiges archéologiques sur la Crête du Rudemont.
- Église de l'Assomption XIXe siècle.
- Chapelle début XIIe siècle.

### Héraldique, logotype et devise
| Blason de Ansauville | Blason  | D'or à la bande de gueules chargée de trois alérions d'argent (qui est de Lorraine) ; à la champagne de sinople.                                                      |
| Blason de Ansauville | Détails | Armes du Duc de Lorraine, brisées d'une champagne de sinople représentant le Bois de la Reine, situé au sud du lieu. Le statut officiel du blason reste à déterminer. |